# Euthorybeta
Euthorybeta is een geslacht van vlinders van de familie Brachodidae, uit de onderfamilie Brachodinae.

## Soorten
- E. ochroplaca Turner, 1913
- E. xanthoplaca Turner, 1913